# Ložisko strategického významu
Ložisko strategického významu je ložisko kritických surovin, které má mimořádný význam pro zajištění surovinové nebo energetické bezpečnosti státu nebo pro uskutečnění staveb podle liniového zákona. Ložisko strategického významu stanoví vláda svým nařízením.